# Alpes y Prealpes Bergamascos
Los Alpes y Prealpes Bergamascos (en italiano, Alpi e Prealpi Bergamasche; llamados también Orobie o Prealpi lombarde centrali) son una sección del gran sector Alpes del sudeste, según la clasificación SOIUSA. Su pico más alto es el Pizzo Coca, con 3.052 m. 
Se encuentran en Lombardía (Provincia de Bérgamo y, marginalmente, las provincias de Sondrio, Lecco y Brescia).